# Fryderyk Monica
Fryderyk Monica (ur. 19 października 1937, zm. 17 lutego 1983) – polski piłkarz, obrońca.

## Kariera
Był piłkarzem Prądniczanki Kraków i długoletnim zawodnikiem Wisły Kraków, grał w tym klubie ponad 15 lat. W 1967 sięgnął po Puchar Polski. W reprezentacji Polski debiutował 21 czerwca 1959 w meczu z Izraelem, ostatni raz zagrał w 1963. Łącznie w biało-czerwonych barwach rozegrał 13 oficjalnych spotkań.

## Sukcesy

### Klubowe

#### Wisła Kraków
- Mistrzostwo II ligiː 1964/1965
- Wicemistrzostwo Polskiː 1965/1966
- Puchar Polskiː 1966/1967